# コッドピース

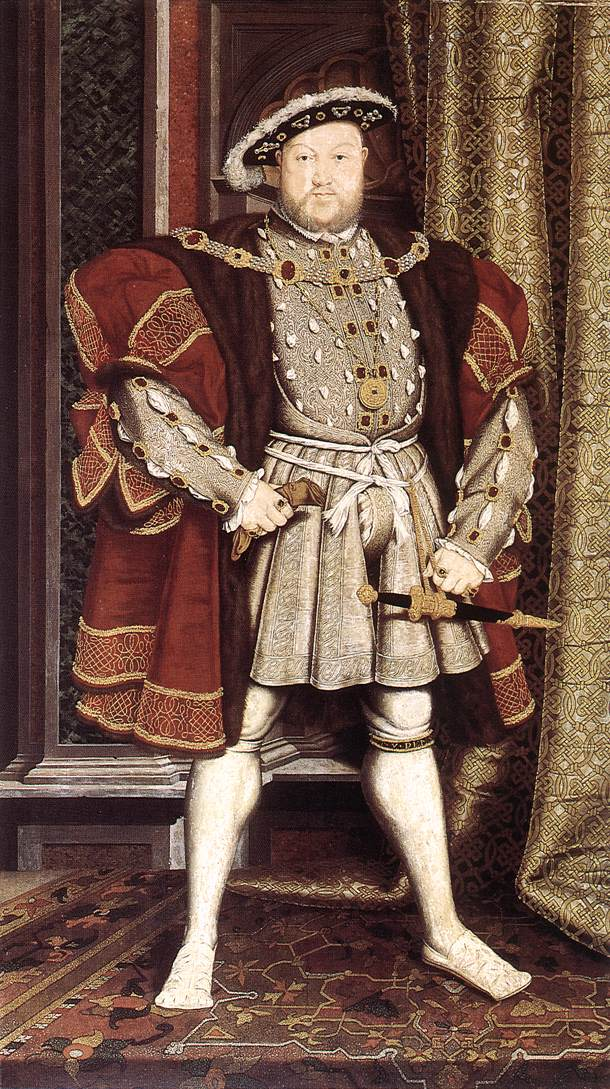
ヘンリー8世の肖像。股の部分にコッドピースがある

コッドピース（英: codpiece）とは、14世紀から16世紀末にかけて流行した、股間の前開き部分を覆うための布のこと。フランスではブラゲット（仏: braguette）と呼ぶ。
小物などを入れる用にも充てたため、日本語では股袋（またぶくろ）と訳される。
16世紀には当時の体型を誇張する風潮から、詰め物や装飾が施され男らしさの主張となった。

## 概要

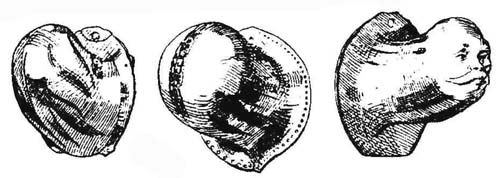
16世紀ごろの金属製コッドピース

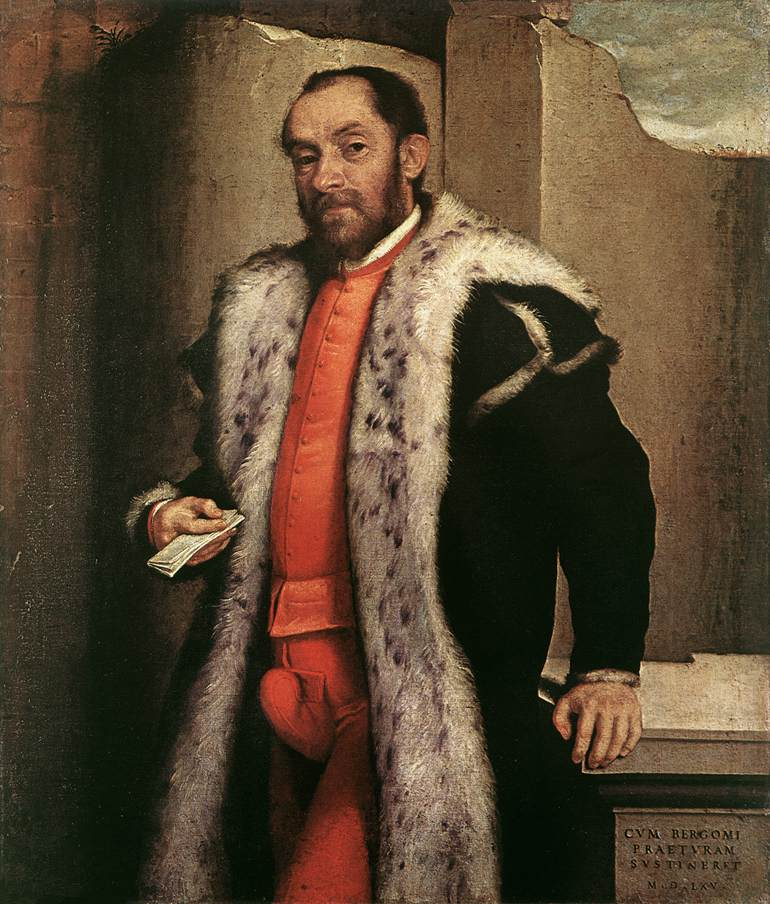
Antonio Navagero の肖像。1565年

もともとはラッツと呼ばれ、中世ドイツの農民の間で股間を保護するために考案された。
当時下半身を覆うショース (chausses) は長靴下のように左右別々に履くもので、上衣に紐などで六ケ所ないしそれ以上で結びつけて身に着けていた。したがって、活動しやすくするために、股間を覆う布が必要だった。
上衣はブリオーと呼ばれるシンプルなチュニックの一種やコタルディとよばれる細身の前開きの服で、裾は股間を覆い隠すのには十分な丈があった。ラッツはあくまで陰部を保護するための実用的な役割にとどめられていた。
しかし、15世紀ごろから軽快な服装に人気が集まり、衣服の丈は短くなり始めた。このころ、もともと鎧の下に着る防弾衣だったキルティングを施したダブレットまたはプールポワンと呼ばれる衣装が日常着となった。
したがって、ショースは尻が縫われるようになり、体にぴったりと密着するようになった。しかし、ショースの前は用便のために縫われないままであったため、コッドピースは必需品となる。ぴったりとしたショースに取り付けられたコッドピースは男性たちが己の魅力を競い合うためのものとなって、色鮮やかなリボンやレースなどを飾られるようになった。
16世紀に入ると、ダブレットの詰め物を肩や腹に厚く入れることで体型を誇張する流行が生まれる。コッドピースにもやがて藁やおがくずといった詰め物がされるようになった。コッドピースは既に貴族や王族にも浸透しており、高価な生地で仕立てられ宝石を飾ったコッドピースも現れる。袋状に縫われたコッドピースは小物を入れる用途にも充てられ、果物や菓子、貨幣などを入れて持ち運べた。近代まで子供の服は成人のミニチュア版であり、少年たちもコッドピースを身に着けていた。